# Mariborske sodniške insignije
Mariborske sodniške insignije so insignije, ki so jih v preteklosti uporabljali mariborski sodniki. Mednje spadata sodniška palica ter meč mariborskega sodnika, ki ju danes hrani Pokrajinski muzej Maribor.

## Sodniška palica mariborskega sodnika
Sodniška palica mariborskega sodnika (les, srebro, dolžina 94,3 cm, hrani Pokrajinski muzej Maribor, inv. št. N. 7684) je bila last mariborskega mestnega sodnika Janeza (Hans) Kasolla, ki je funkcijo mestnega sodnika opravljal v letu 1641. Gre za palico iz črnega luženega lesa, ki je na treh mestih obdana s srebrnimi okovi in je na zgornjem delu srebrne pločevine okrašena s stilizirano heraldično vrtnico, ki predstavlja simbol ljubezni in lepote. V drugem polju zgornjega dela pa je upodobljen mariborski grb, v katerem je poleg dveh obrambnih stolpov in zidu, ki ponazarjajo mesto, tudi na glavo obrnjen golob, ki predstavlja simbol farnega patrona sv. Janeza Krstnika. Poleg grba je vgraviran napis: 16.41 HANS KASOLL DER ZEIT STAT RICHTER. Na sredini in v spodnjem delu je v obeh poljih vgravirana lilija, ki je simbolizirala predvsem sodniško milost.
Sodniška palica naj bi se razvila iz povsem praktičnih potreb zgodnjesrednjeveškega potujočega (»peripatetičnega«) sodnika, pri čemer je predstavljala pomembno oporo pri njegovem premikanju po teritoriju. Med sojenjem jo je bil sodnik primoran ves čas držati v pokončni drži, sicer proces ni bil veljaven, slednje sta namreč določali kar dve pravni normi: Constitutio Criminalis Carolina ter Ljubljanski pravosodni red iz leta 1638. Ponekod pa so k njej prisegale tudi priče (prisežna palica).
Prvič je bila razstavljena v avstrijskem mestu Gradec leta 1883 na kulturnozgodovinski razstavi ob počastitvi 600- letnice vladanja habsburške vladarske hiše na Štajerskem.

## Meč mariborskega sodnika
Meč mariborskega sodnika z nožnico meča (kovina, žamet, posrebrena medenina, dolžina meča 83,5 cm, hrani Pokrajinski muzej Maribor, inv. št. N. 7686) je dal izdelati takratni sodnik Maribora Franz Josef Wimmer, ki je sodniško funkcijo v mestu opravljal med leti 1777 in 1800. Tekom svoje 23-letne karierne poti si je na »svoja pleča zadal težko breme večnih skrbi«. Leta 1779 je namreč razsajala živinska kuga, prav tako pa ste se zgodili tudi dve naravni nesreči, in sicer leta 1791, ko so v Mariboru doživeli manjši potres ter požar, ki je leta 1797 uničil usnjarske delavnice in mesnice  ob Dravi.
Ročaj meča je ovit s kovinsko žico in se končuje v poligonalno profilirani krogli. Nožnica meča je prevlečena s črnim žametom, konica in rob ustja sta okovana s širokim pasom iz posrebrene medeninaste pločevine, na katerem sta napis F I W (kratice mestnega sodnika) in letnica 1777.
V marsikaterih iluminacijah srednjega veka je sodnik prikazan bodisi s sodniško palico bodisi s sodniškim mečem. Meč je predstavljal prenos krvnosodne oblasti na sodnika, sodniška palica pa je simbolizirala širše sodnikovo pooblastilo. Palica naj bi namreč po mnenju Stryka simbolizirala nižje sodstvo, meč pa višje, imenovano tudi krvno sodstvo. Uporaba slednjega v kazenskih postopkih je izrecno določena v 82. členu kazenskega zakonika po imenu Constitutio Criminalis Carolina iz leta 1532. Prisotnost obeh sodniških insignij pa je izpričana v določenih nemških deželah še do konca 18. stoletja.